# European Cheerleading Association
Die European Cheerleading Association (ECA) ist ein europäischer Sportverband für Cheerleading mit Sitz in Deutschland ist von der International Federation of Cheerleading (IFC) als Kontinentalverband anerkannt. Allerdings nicht von der IOK anerkannten International Cheer Union (ICU), diese hat die European Cheer Union anerkannt.
Auch wenn Cheerleading ein typisch US-amerikanischer Sport ist, wird er in über 60 Ländern der Erde ausgeübt. Um die Aktivitäten in Europa zu bündeln, wurde im Jahre 1994 die ECA in Stuttgart gegründet. Die ECA ist bestrebt, Cheerleading in Europa nicht nur bekannter zu machen, sondern zu erwirken, dass Cheerleading international als Sportart anerkannt wird. Mittelfristig soll erreicht werden, dass Cheerleading eine olympische Sportart wird. Neben weiteren internationalen Maßnahmen organisiert die ECA insbesondere die Cheerleading-Europameisterschaften im Jugend- und Erwachsenenbereich, sorgt für ein einheitliches Regelwerk, sowie für eine konsistente Ausbildung von Wertungspersonen (Juroren), um bei nationalen und internationalen Wettkämpfen gleiche Wertungskriterien und Wertungen zu erzielen.
Die ECA richtet seit 1995 die ECA Cheerleading European Championships aus.